# Tsuyoshi Hamada
Tsuyoshi Hamada (jap. 浜田 剛史, Hamada Tsuyoshi; * 29. November 1960 in Nakagusuku, Präfektur Okinawa, Japan) ist ein ehemaliger japanischer Boxer. 1984 wurde er Japanischer Meister und 1985 OPBF-Meister jeweils im Leichtgewicht. 1986 errang er den Weltmeistertitel des Verbandes WBC und verteidigte ihn einmal. Im Jahre 1987 verlor er diesen Titel und beendete daraufhin seine Karriere.